# 平野叶翔
平野 叶翔（ひらの かなと、2000年2月8日 - ）は、ジャパンラグビーリーグワン三重ホンダヒートに所属するラグビーユニオン選手。

## プロフィール
- 三重県桑名市出身。
- ポジションはプロップ。
- 身長 180 cm、体重 110 kg
- 弟の叶苑もラグビー選手[2]。

## 略歴
小学3年生からラグビーを始めた。
2018年、西陵高校卒業後、京都産業大学に入学。
2021年、京都産業大学ラグビー部の主将に就任。23年ぶりの関西大学ラグビーリーグAグループ制覇に貢献。
2022年、三重ホンダヒートに加入。
2023年4月15日に行われたJAPAN RUGBY LEAGUE ONE順位決定戦第2節豊田自動織機シャトルズ愛知戦にて途中出場でリーグワン公式戦初出場を果たした。
2024年、ハーレクインズへラグビー留学。